# Constitució francesa de 1791
La Constitució francesa de 1791 fou la primera constitució escrita de la història francesa i va ser promulgada per l'Assemblea Constituent el 3 de setembre de 1791 i acceptada per Lluís XVI el 16. Contenia la reforma de l'Estat francès, quedant França configurada com una monarquia constitucional.

## Descripció

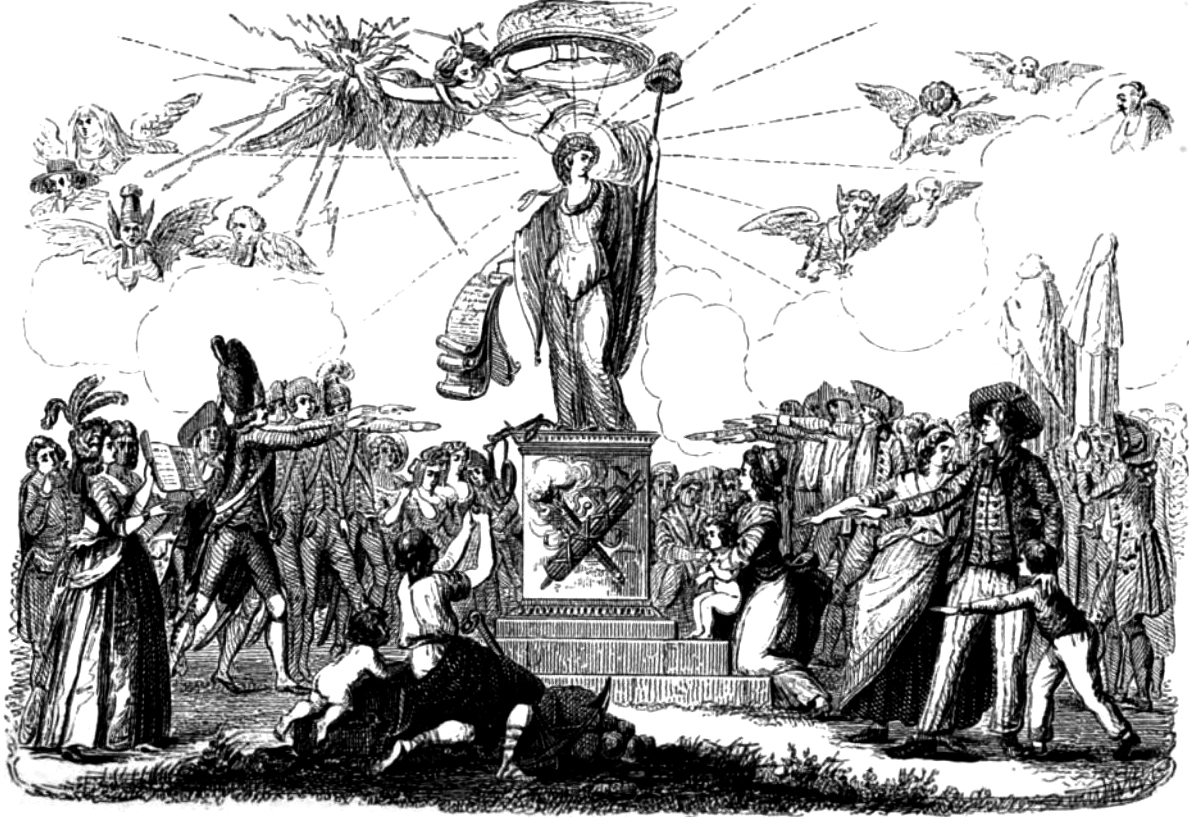
Acceptació de la Constitució de 1791 (autor desconegut,).

La Constitució estableix que la sobirania resideix en la nació i ja no en el rei, que es titula "rei dels francesos". Proclama la llibertat de pensament i de premsa, i la llibertat religiosa. Suprimeix la noblesa i les distincions hereditàries, els ordes de cavalleria, les corporacions i gremis, i estableix el lliure accés als oficis i funcions que fins ara es reservaven a la noblesa o s'heretaven. El manteniment dels llocs de culte passa a dependre de l'Estat que remunerarà als religiosos.
Garanteix la inviolabilitat de la propietat privada. Crea un servei d'instrucció pública per proveir als ciutadans amb una educació bàsica lliure i gratuïta. Crea també un establiment públic de beneficència per encarregar-se dels nens orfes i cuidar dels discapacitats.
Instaura la divisió dels poders executius, legislatius i jurídics.
- L'elaboració de les lleis corresponia a una Assemblea Legislativa. Votava les lleis, els impostos i declarava la guerra, amb aprovació del rei.
- El poder executiu quedava en mans de la monarquia, el rei té el poder de nomenar i destituir als ministres.
- El poder judicial s'atorgava a tribunals independents.

Es declara la igualtat dels ciutadans davant els impostos, que seran proporcionals a les propietats i ingressos.
El sistema fiscal també va ser modificat: es van eliminar els impostos indirectes i es van implantar impostos directes, la quantitat dels quals depenia de la riquesa que es posseís (ja fossin terres, propietats urbanes o negocis industrials o comercials).
El sistema d'elecció dels diputats de l'Assemblea Legislativa era el següent: es classificava als homes francesos (les dones van quedar excloses de la ciutadania) en "ciutadans actius" (els que pagaven impostos directes equivalents a 3 dies de treball, tinguessin més de 25 anys i residissin des de feia més d'un any a la seva comarca) i "ciutadans passius" (els qui no paguessin impostos). Només els "ciutadans actius" triaven als electors del seu departament. Dites electores eren els qui escollien als diputats provincials per a l'assemblea. En 1791, França comptava amb 4.298.360 ciutadans actius que representaven 61% dels homes i el 15% de la població total. A aquesta mena d'elecció s'anomena censatària (només poden votar els més rics) i indirecta, ja que els diputats no són votats directament per tots els que tenen dret al vot, sinó a través dels seus representants.

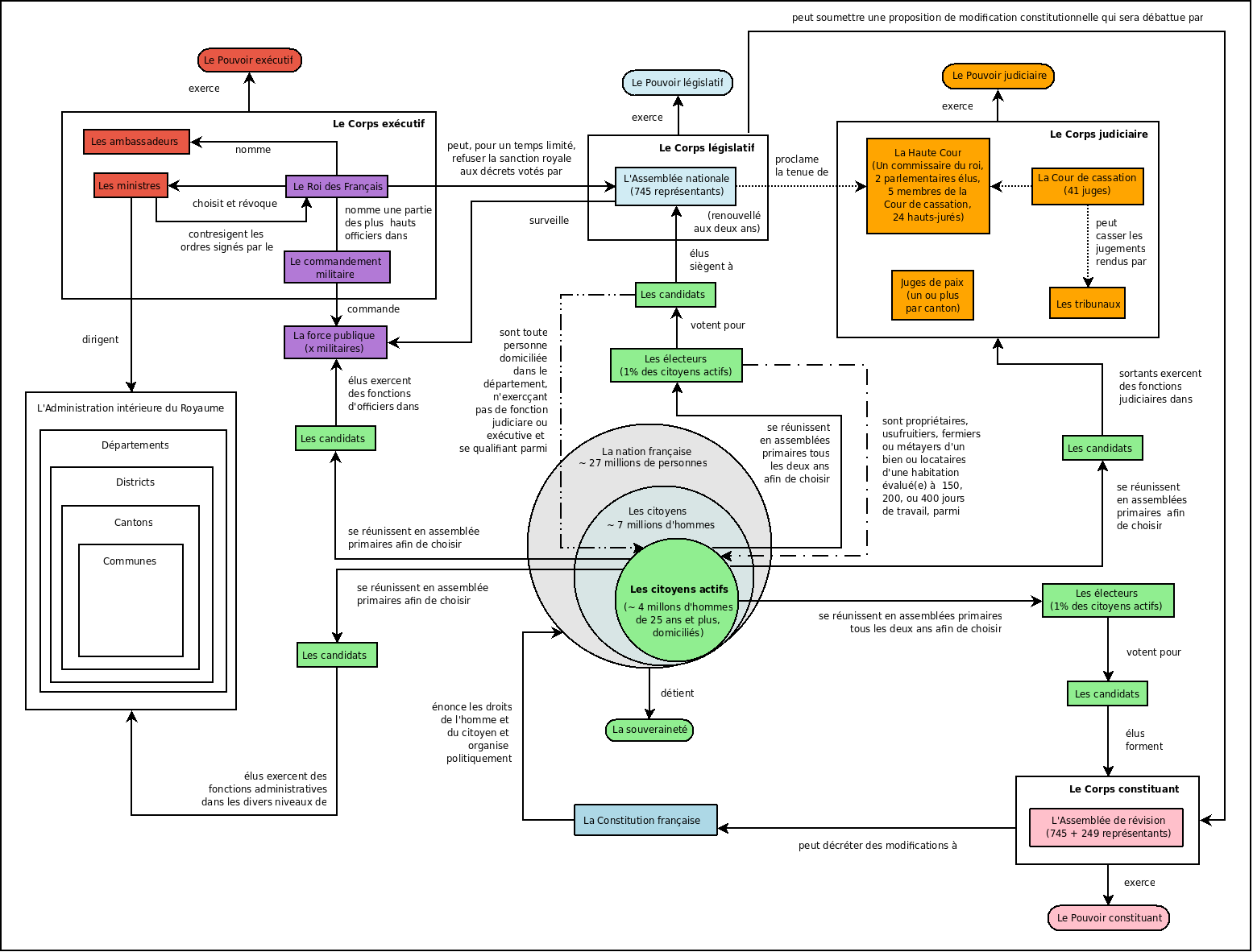
Diagrama de la Constitució de 1791

## Preàmbul
El preàmbul de la constitució francesa de 1791 va ser la Declaració dels Drets de l'home i del ciutadà:
| « | Preàmbul Els representants del poble constituïts en Assemblea nacional, considerant que la ignorància, l'oblit o el menyspreu dels drets de l'home són les úniques causes de les calamitats públiques i de la corrupció dels governs, han resolt exposar, en una declaració solemne, els drets naturals, inalienables i sagrats de l'home, a fi que aquesta declaració, constantment present per a tots els membres del cos social, els recordi sense parar els seus drets i els seus deures; a fi que els actes del poder legislatiu i del poder executiu, en poder acarar-se a cada moment amb la finalitat de tota institució política, siguin més respectats i perquè les reclamacions dels ciutadans, d'ara endavant fundades en principis simples i indiscutibles, redundin sempre en benefici del manteniment de la Constitució i de la felicitat de tots. En conseqüència, l'Assemblea nacional reconeix i declara, en presència del Ser Suprem i sota els seus auspicis, els següents drets de l'home i del ciutadà: Article primer.- Els homes neixen i romanen lliures i iguals en drets. Les distincions socials només poden fundar-se en la utilitat comuna. Article 2.- La finalitat de tota associació política és la conservació dels drets naturals i imprescriptibles de l'home. Tales drets són la llibertat, la propietat, la seguretat i la resistència a l'opressió. Article 3.- El principi de tota sobirania resideix essencialment en la Nació. Cap cos, cap individu, poden exercir una autoritat que no emani expressament d'ella. Article 4.- La llibertat consisteix a poder fer tot allò que no perjudiqui a un altre: per això, l'exercici dels drets naturals de cada home no té altres límits que els que garanteixen als altres membres de la societat el gaudi d'aquests mateixos drets. Aquests límits només poden ser determinats per la llei. Article 5.- La llei només té dret a prohibir els actes perjudicials per a la societat. Res que no estigui prohibit per la llei pot ser impedit, i ningú pot ser constret a fer cap cosa que aquesta no ordeni. Article 6.- La llei és l'expressió de la voluntat general. Tots els ciutadans tenen dret a contribuir a la seva elaboració, personalment o per mitjà dels seus representants. Ha de ser la mateixa per a tots, ja sigui que protegeixi o que sancioni. Com tots els ciutadans són iguals davant ella, tots són igualment admissibles en tota dignitat, càrrec o ocupació públics, segons les seves capacitats i sense una altra distinció que la de les seves virtuts i els seus talents. Article 7.- Cap home pot ser acusat, arrestat o detingut, com no sigui en els casos determinats per la llei i conformement a les formes que aquesta ha prescrit. Els qui sol·licitin, cursin, executin o facin executar ordres arbitràries hauran de ser castigats; però tot ciutadà convocat o pres en virtut de la llei ha d'obeir immediatament; és culpable si oposa resistència. Article 8.- La llei només ha d'establir penes estricta i evidentment necessàries, i ningú no pot ser castigat sinó en virtut d'una llei establerta i promulgada amb anterioritat al delicte, i aplicada legalment. Article 9.- ja que tot home es presumeix innocent mentre no sigui declarat culpable, si es jutja indispensable detenir-lo, tot rigor que no sigui necessari per apoderar-se de la seva persona ha de ser severament reprimit per la llei. Article 10.- Ningú ha de ser incomodat per les seves opinions, inclusivament religioses, a condició que la seva manifestació no pertorbi l'ordre públic establert per la llei. Article 11.- La lliure comunicació de pensaments i d'opinions és un dels drets més preciosos de l'home; en conseqüència, tot ciutadà pot parlar, escriure i imprimir lliurement, a barata de respondre de l'abús d'aquesta llibertat en els casos determinats per la llei. Article 12.- La garantia dels drets de l'home i del ciutadà necessita d'una força pública; per tant, aquesta força ha estat instituïda en benefici de tots, i no per al profit particular d'aquells a qui ha estat encomanada. Article 13.- Per al manteniment de la força pública i per a les despeses d'administració, resulta indispensable una contribució comuna; aquesta ha de repartir-se equitativament entre els ciutadans, proporcionalment a la seva capacitat. Article 14.- Els ciutadans tenen el dret de comprovar, per si mateixos o a través dels seus representants, la necessitat de la contribució pública, d'acceptar-la lliurement, de vigilar la seva ocupació i de determinar la seva prorrata, la seva base, la seva recaptació i la seva durada. Article 15.- La societat té dret a demanar comptes de la seva gestió a tot agent públic. Article 16.- Tota societat en la qual no estigui establerta la garantia dels drets, ni determinada la separació dels poders, manca de Constitució. Article 17.- Sent la propietat un dret inviolable i sagrat, ningú pot ser-ne privat, excepte quan la necessitat pública, legalment comprovada, ho exigeixi de manera evident, i a condició d'una justa i prèvia indemnització. | » |